# 鬼武者シリーズ
鬼武者シリーズ（おにむしゃシリーズ）は、カプコンが展開する戦国サバイバルアクションゲームのシリーズ。第1作は2001年に発売されたPlayStation 2用ゲーム『鬼武者』。

## 概要
『バイオハザード1.5』のエンジンを使用したアクションゲームとして当初PlayStation用ソフトとして開発が開始されたが、PS2の発表を受けてハードを移行。その後はPS2のデビューコンテンツのひとつとして開発され、PS2用ソフトとしては初のミリオンセラーを達成した。
実在の人物（金城武）をCGキャラクターとしてゲームの主人公にした（顔のモデルだけではなく声優とモーションアクターも担当）。
『鬼武者』のオープニングムービー（佐藤嗣麻子監督）では「シーグラフ2000」（アメリカで開催されるコンピュータグラフィックスの大会）Electronic Theaterで最優秀賞を受賞。また、『鬼武者3』のオープニングムービー（山崎貴監督）では香港のアクション俳優であるドニー・イェンがアクション監督を担当し、「シーグラフ2004」Electronic Theaterで入選を果たした。
キャラクターが苦笑するなど微妙な表情まで再現されたそのクオリティはシリーズを重ねるごとに高まってゆき、『鬼武者2』の発売当時では既に故人となっていた松田優作、『鬼武者3』では金城武に加えフランスの俳優ジャン・レノが主人公のモデルとなった。
当初は三部作完結の予定だったが、『新 鬼武者 DAWN OF DREAMS』が続編として制作された。
2024年12月31日時点での全世界シリーズ累計販売本数は870万本。
2018年12月20日、現行機種でHDリマスター版『鬼武者』（日本語ボイスとBGMが一新されている）が発売された（Steam版は2019年1月16日発売）。

## シリーズ一覧

### メイン作品
- 鬼武者（2001年1月25日、PS2） - シリーズ第1作
  - 鬼武者 MEGA HITS!（2001年12月20日、PS2） - 第1作を低価格化
  - 鬼武者 PlayStation 2 the BEST（2005年3月10日、PS2） - 第1作を再低価格化
  - 幻魔 鬼武者（2002年2月22日、Xbox[注釈 2]） - 第1作のバージョンアップ版
  - 鬼武者（2018年12月20日、PS4・Switch・Xbox One / 2019年1月16日、Steam） - 第1作の高画質リマスター版
- 鬼武者2（2002年3月7日、PS2） - シリーズ第2作
  - 鬼武者2 MEGA HITS!（2002年12月12日、PS2） - 第2作を低価格化
  - 鬼武者2（2025年5月23日、PS4・Switch・Xbox One・Steam） - 第2作の高画質リマスター版
- 鬼武者3（2004年2月26日、PS2） - シリーズ第3作
  - 鬼武者 SPECIAL BOX「密書完結」（2004年12月22日、PS2） - 第1作・第2作・第3作と攻略本のセット
  - 鬼武者3 PC（2005年11月25日、PC） - 第3作のPC移植版、ソースネクストより発売
- 新 鬼武者 DAWN OF DREAMS （2006年1月26日、PS2） - シリーズ第4作、アクションRPG
  - 新 鬼武者 DAWN OF DREAMS PlayStation 2 the Best（2006年10月19日、PS2） - 第4作を低価格化、ミニゲーム追加、携帯電話との連動機能は省略[2][3]
  - 新 鬼武者 DAWN OF DREAMS PlayStation 2 the Best（2007年11月15日、PS2） - 第4作を再低価格化
- 鬼武者 Way of the Sword（2026年発売予定、PS5・Xbox Series X/S・Steam）

### 外伝的作品
- 鬼武者 逢魔之章（第壱話「妖魔の蒼森」2002年7月1日配信開始、J-PHONE用Javaアプリ[4][5][6] / 2003年3月配信開始、携帯電話mova504シリーズ専用iアプリ[7]）
  - 第弐話「迷宮の城堡」（2002年7月17日配信開始、J-PHONE[8][9] / 2003年3月配信開始、iアプリ）
  - 第参話「陰謀の楼閣」（2002年8月配信開始、J-PHONE / 2003年3月配信開始、iアプリ）
  - 第四話「危機の石壁」（2002年8月配信開始、J-PHONE[10] / 2003年4月配信開始、iアプリ[11]）
  - 第伍話「悲劇の魔殿」（2002年9月2日配信開始、J-PHONE[12] / 2003年4月配信開始、iアプリ[11]）
  - 第六話「無限の魔道」（2002年9月18日配信開始、J-PHONE[13] / 2003年5月配信開始、iアプリ[14]）
  - 最終話「幻魔の冥府」（2002年10月配信開始、J-PHONE[15] / 2003年5月配信開始、iアプリ[14]）
  - パンダ鬼武者（2003年6月配信開始、iアプリ[16]）
- 鬼武者タクティクス（2003年7月25日、ゲームボーイアドバンス / 2016年2月24日、Wii Uバーチャルコンソール[17]）
- 鬼武者 無頼伝（2003年11月27日、PS2） - 多人数対戦型ゲーム
- 鬼五目（2004年4月5日配信開始、iアプリ[18]・EZアプリ・S!アプリ） - 『鬼武者2』のキャラクターによる五目並べ[19]
- 鬼武者 からくり幻魔城（2005年1月11日配信開始、iアプリ[20]・EZアプリ・S!アプリ[21]）
- 新 鬼武者 Curtain of Darkness（2005年11月11日配信開始、携帯電話FOMA902iシリーズ専用iアプリ[22][23][24]） - 『新 鬼武者 DAWN OF DREAMS』のサイドストーリー[25][26]
- 鬼武者Soul（2012年10月19日配信開始、PC・スマートフォン用ブラウザゲーム）
- みんなと 鬼武者 カードマスター（2013年2月18日配信開始、Mobage用ソーシャルゲーム）
- 鬼武者VR Shadow Team（2025年3月稼働開始、アミューズメント） - アミューズメント施設設置のVRゲーム[27]

## 鬼武者タクティクス
『鬼武者タクティクス』（おにむしゃタクティクス）は2003年7月25日にカプコンからゲームボーイアドバンス用タイトルとして発売された、クォータービュー形式のシミュレーションロールプレイングゲーム。

### 内容
主人公は鬼一族の血を引く鬼武者である王仁丸（おにまる）。妹のおぼろなどの仲間とともに、地底から出てきて地上を支配しようとする幻魔と交戦し、最終的に幻魔王である織田信長を倒すことが目的。
クォータービュー形式のマップは「戦闘マップ」と「全体マップ」があり、戦闘マップではストーリーが進行するほか、武器・防具の装備およびアイテム合成、戦闘を行う。戦闘では味方側と敵側がそれぞれユニットとして存在し、味方ユニットの操作が終了したら敵側に操作が移るターン制を採用している。戦闘中は移動、攻撃、特技、道具のほか、『鬼武者』などメイン作品で採用された「一閃」が使用できる。戦闘後は戦績処理画面へ移行し、敵に与えたダメージや敵から受けたダメージなどを基に10段階で評価される。次のステージに進む場合やゲーム内容の保存は全体マップで行う。

### 登場人物
王仁丸（おにまる）
主人公。鬼一族の血を引く若き鬼武者であり、百地三太夫に育てられた。
おぼろ
王仁丸の妹。
彦一（ひこいち）

坊丸（ぼうまる）

半平太（はんぺいた）

つばめ

カブキ

虎鉄

与一

阿国

修羅

アゲハ
半人半幻魔で、幻魔の父と人間の母を持つ女剣士。宿命の者として目覚め、朱雀の精霊がその身に降臨する。
才蔵

怪童丸
ギルデンスタンによって改造された機械人間。宿命の者として目覚め、青竜の精霊がその身に降臨する。
三十郎

サクラ

鬼ッ子

明智光秀
陰陽師に変装して行く先々に現れ、主人公である王仁丸に助言を施す。物語の終盤ではプレイヤーキャラクターとして王仁丸と共に戦い、宿命に目覚めて玄武の精霊がその身に降臨する。
雑賀孫市
宿命の者として目覚め、白虎の精霊がその身に降臨する。
三太夫

閻魔大王
地獄の番人。鬼一族の子孫であり、幻魔との戦いに敗れて地獄に隠れ住み、地獄の鬼と呼ばれるようになった。孫市を蘇らせる代わりとして、王仁丸の力試しをする。
ガラシア

幻魔王・信長

ギルデンスタン

ドリキーン、グリキーン
双子で、ドリキーンが弟、グリキーンが兄。
バラハギ
剣術を得意とする。
ラミージア
幻魔四天王の紅一点。
ガラカラック
最強の幻魔四天王。ギルデンスタンの息子を名乗る究極のカラクリ幻魔。

### 関連商品
- 『鬼武者タクティクス 完全攻略秘伝ノ書』（講談社ゲームBOOKS）、2003年、講談社、ISBN 4063396835

## 鬼武者 無頼伝
『鬼武者 無頼伝』（おにむしゃ ぶらいでん、英：Onimusha Blade Warriors）は2003年11月27日にカプコンからPlayStation 2用タイトルとして発売された対戦アクションゲーム。
明智左馬介やかえでなどメイン作品に登場したキャラクターのほか、宮本武蔵や佐々木小次郎などが登場する。また本作では4人対戦が可能である。

### 登場人物
明智左馬介秀満
声 - 金城武
かえでと再会後、信長と幻魔の勢いが同時に増していることを察し、食い止めようとする。さらに十兵衛の存在を知ると、出会いを目指す。慶次郎とは舎弟のように接しており、かえでの目の前から姿をくらましたことを申し訳なく思いながらも、彼女には命を預けられるほど結束が固いらしい。幻魔のストーリーの最終ボスでもあるが、マーセラスと信長以外は腕前がとても悪いかとても良い場合にのみ、ゴーガンダンテスはその条件に加え初回以外にのみ登場する。マーセラスの素性もかえでに教えられ、火の手が上がった城下で決闘する場合は最終ボスではない。
かえで
声 - 高森奈緒
左馬介と行動を共にし、織田方の内情を探りながら、コタロウに連れられて左馬介よりも先に十兵衛と出会い、左馬介とも落ち合う手筈を整える。左馬介のことを非常に案じており、途中で寝た際の夢の回想によると、左馬介とは猿落ち岩で再会したらしい。加えて、マーセラスの素性までも知り、彼の襲撃からは慶次郎に庇われている。火の手が上がった城下で左馬介に、その詳細を伝えた。
本人は敵としては高等幻魔編でオユウの護衛を殲滅して体力を半減させた際にだけ登場する。
前田慶次郎
声 - 岸祐二
『1』の夢丸が成長した人物。かえでと再会すると、恩返しとして織田と戦うと宣言。彼女をマーセラスの襲撃から庇ったり、舎兄同然の左馬介に｢女心を分かってやりなよ。ま、2人とも俺が死なせないさ｣と言っている他、十兵衛たちに自己紹介がてら、信長が復活していることを伝える。
柳生十兵衛
声 - 大森達也（ハードボイルド工藤）
柳生の庄の復興に着手していたが、信長復活の噂を聞き、コタロウに左馬介の風聞を聞き再び旅立つ。コタロウが取り付けた約束通りにかえでにその両件の詳細を聞くと、小谷城とオユウ親子の安否を察して案じたコタロウに託した。ゴーガンダンテスから彼が十兵衛の前に現れた経緯を聞き、再び決闘している。幻魔のストーリーの最終ボスでもあるが、マーセラスが交戦するには条件を満たす必要があり、それ以外でも、ゴーガンダンテス（初回）と信長を除き生半可な戦いぶりでは会えない。本作では、『2』では入手できなかった毘沙門剣や竹刀を左馬介と同じく装備できる。
小谷のお邑
声 - 沢海陽子
小谷が織田軍に襲撃されてしまったが、お初ら子供たちも含めコタロウに命を救われる。十兵衛とも龍滝で再会している。
風魔小太郎
声 - 石田彰
信長との戦いが終息した後も、柳生の庄に戻った十兵衛と宝蔵院に戻ったエケイに各地で暗躍している幻魔とそれらと戦う左馬介の情報を伝えに来ている、十兵衛に託されてオユウ親子を救うなど交流は続いており、仲が良い描写が見られる。女嫌いも克服し、竹に隠れるかえでを見破り、互いに自己紹介したうえ十兵衛と落ち合わせる。また、コタロウでの幻夢空間および幻夢空間改で手に入る武器は、かえでが幻夢空間改を制覇して獲得する反鬼の小太刀と組み合わせられる。
本人は敵としてはジュジュドーマ系編でエケイの護衛を殲滅して体力を半減させた際にしか登場しない。
雑賀孫市
声 - 咲野俊介
十兵衛と別れた後も次なる幻魔との戦いに備えていて、十兵衛たちが旅立ったと聞いて参戦。現時点では力不足を感じたそうだが鬼ヶ島へ渡り残る鬼の技術を入手しようと画策し、廃城でかえでに反鬼の小太刀を紹介され、さらに鬼ヶ島に興味を示す。そして鬼ヶ島に渡り、ゴーガンダンテスやマーセラスと交戦した。コタロウおよび慶次郎とのムービーでの絡みが無い唯一の同志。
孫市編でのヘキュバの護衛にのみ、体力が膨大だがあくまで通常の敵と同じ扱いである「バジャイド」が4匹出現する。
安国寺恵瓊
声 - 石住昭彦
毛利家に仕官したが平和な日々を送っていて、槍の腕が鈍ると嘆いていた。しかしコタロウに十兵衛が既に旅立ったと言われ、後を追って旅立った。十兵衛とも今庄で再会している。
織田信長
声 - 大塚明夫
人間ストーリーの最終ボスを務める。ストーリーモードでの織田信長戦の勝利条件表示には｢幻魔王・織田信長を倒せ｣と表示されるが、実際には鬼武者2の本編ではすぐに変身してしまうためミニゲームでしか戦えなかった「魔人・信長」と呼ばれる姿が登場。
本人以外の幻魔のストーリーモードでは、「鬼武者達」と呼ばれる左馬介と十兵衛を殲滅できたら、挿入されるムービーにのみ登場。
ギルデンスタン
信長を除く幻魔ストーリーで挿入されるムービーにのみ登場。鬼武者達を殲滅できなかったら、幻夢空間に入っている。
オズリック
声 - 楠見尚己
復活し再び人間たちと対峙する。声優に変更は無いがエフェクトが掛かっていないため『1』とは印象が異なっており、単調な言い回しが多かった『1』よりも話し方に知性が増している。
ヘキュバ
声 - 幸田夏穂
復活した際は信長が新たな幻魔王に君臨していたため、『1』の頃と違い「信長様」と呼び彼の下に就き、天下統一を邪魔する人間たちに立ちはだかる。『1』と同じデザインの三重櫓で戦うことになる。
ジュジュドーマ
声 - 谷育子
復活し、再び信長のために尽くし人間たちと戦う。
ジュジュドーマ蘭
声 - 井上喜久子
ジュジュドーマの若かりし頃の姿。人間基準でも絶世の妖艶なる美女であるが根は現在と変わらず残忍。『無頼伝』では何らかの方法を使いこの姿に若返った。ストーリーモードには各ロックマンやボスクラスのムサイド（「ギラ」タイプでない）と同じくプレイヤーとして以外は登場しない。
ゴーガンダンテス
声 - 浜田賢二
復活し鬼ヶ島砂浜でマゴイチと左馬介らと対峙し、鬼の一族の技術を求め鬼ヶ島に訪れたマゴイチとの専用のやり取りがある。配管通路では十兵衛と再会、お決まりの名乗りをあげ再び対決する。また自前で「鬼喰い」の幻魔刀を打つ。
宮本武蔵
声 - 大塚明夫 / 細谷佳正
左馬介と十兵衛の鬼の武器（ライトサーベル含む）をそれぞれ片手に持った二刀流ができる。毘沙門剣は同じく左馬介が装備するエクスカリバーと共に「地獄極楽剣」として扱う。攻撃力が普通で鬼力が少し高いのも彼らと同じだが、対戦アイテムである金棒の威力が上がらないのは彼らとマーセラスと違う。
彼に限り、弾き返しをすると弾き一閃をしなくても自動で一撃を入れる。
佐々木小次郎
声 - 置鮎龍太郎
左馬介と同じ鬼の武器（ライトサーベル含む）と竹刀と毘沙門剣を使える。攻撃力が普通で鬼力が少し高いのも彼と同じだが、対戦アイテムである金棒の威力が高くないのは彼とマーセラスと違う。
ガルガント
声 - 置鮎龍太郎
ロックマンエグゼ
ロックマンエグゼ グランドスタイル
ロックマンエグゼ バグスタイル
声 - 木村亜希子
光熱斗
声 - 比嘉久美子

ロックマンゼロ
ロックマンゼロ プロトフォーム
ロックマンゼロ アルティメットフォーム
声 - 置鮎龍太郎
雑兵
幻魔ストーリーにては第1幕から登場し、通常の敵でもボスクラスの敵でも最も一般的。緑の具足の雑兵は、ボスクラスでありながらEASYからHARDにかけてはプレイヤーの初期状態よりも体力が少ない。
人間ストーリーにてはコタロウのオープニングにしか登場せず、左馬介の噂話をする。最も一般的な敵・織田雑兵に技を流用されたが、織田雑兵にはボスクラスがいない。
黒下忍
コタロウの技を流用している、幻魔ストーリーにおける通常の敵の一種。
黒くノ一
かえでの技を流用している、幻魔ストーリーにおける通常の敵の一種。
みのおやじ
ストーリーをクリアする（宮本武蔵に限り1周目のみ）か、幻夢空間や幻夢空間改から生還した時点で、1魂でも勝利魂を吸っていれば誰にでも、VERYEASYでは薬草を、EASYでは丸薬を、その難易度で吸った勝利魂の全没収と引き換えにくれる。その他の難易度では、回復用の道具や力石、強力な装備品（左馬介には売らない）、エクスカリバー（左馬介とガルガントのみ）を、勝利魂を通貨に売る。
またNORMAL以上でコンティニューしなければ、ジュジュドーマかオズリックを倒した者を誰でも幻夢空間へ、2周目以降にゴーガンダンテスかヘキュバを倒した者は幻夢空間改へ案内する。

### 制作スタッフ
- プロデューサー：稲船敬二
- ラインプロデューサー：竹内潤
- キャラクターデザイン：雨宮慶太（スタジオクラウド）山崎貴（白組）
- 音楽：佐藤眞一郎、蓑部雄崇、澤田朋伯、瀬津丸勝、白津順子、安部栄基、小林秀聡（株式会社　ウェーブマスター）
- 監督：三宅秀紀

### 関連商品
- 『鬼武者 無頼伝 オリジナルサウンドトラック』2003年12月17日、ソニー・ミュージックディストリビューション
- 『鬼武者 無頼伝 完全攻略ガイド』（CAPCOM完璧攻略シリーズ 40）、2003年、双葉社、ISBN 4575164119
- 『鬼武者 無頼伝 公式ガイドブック』2004年、カプコン、ISBN 4757717350

## 用語
幻魔
本シリーズに登場する敵キャラクター。幻魔の名前はフォーティンブラス、ギルデンスタンなどウィリアム・シェークスピアの戯曲に登場する人物から採られている。
鬼の一族
かつて幻魔により滅ぼされた鬼の一族。高度な文明を持っていたが、拠点である鬼ヶ島の陥落やその攻勢には敵わず滅ぼされ、高い技術力や施設を幻魔に悪用されている。後に幻魔と戦う者のために数々の武器や能力を残した。僅かながら生き残りや血を受け継ぐ者が存在する。
鬼の篭手
鬼の力が封じられた篭手。作品中で装備するキャラクターは左馬介とジャック。『新』では主に天海（左馬介）が装備するが、幻魔王・フォーティンブラス戦のみ結城秀康も装備した。右腕に装備されている。倒した幻魔の魂はこの篭手によって封じられる。後述の戦術殻は篭手の手の甲に、戦術輪は手首にあたる部分に装着される。
劇中の表現から受け取った者の腕と有機的に結合されているようである（『1』の左馬介の台詞、ジャックが鬼の篭手を失った際にコートが破れていたシーンなど）。しかし『新』に登場した篭手は形状や色が『3』までから変化しており、自由に取り外すことも可能になっている。
なお、柳生一族のような鬼一族の血を受け継ぐ者、または幻魔の力を持つ者の血族は篭手を持たずとも幻魔の魂を封じることができる。茜のように鬼の一族でもなく、左馬介のように鬼の篭手があるわけでもないお初が幻魔の魂を封じ込められるのは幻魔の王であった信長の血が流れているためである（阿倫いわく、魂を封じ込められるのは鬼の一族・修行を積んだ僧・強力な幻魔の力を持った者だけらしい）。
ゲーム中では篭手に幻魔の魂を注入することにより色が変化（手甲の部分から先端部にかけて変色）し、左馬介が織田信長を封印した際には赤と黒に変化した。また、ジャックの装備する鬼の篭手は掌全体まで装着されており、グローブに近い形状となっている。
左馬介が信長を封印した篭手は、『新』の時代では比叡山延暦寺に厳重な封印を施されて保管されている。篭手を狙う幻魔が現れるのを防ぐため、比叡山全体に幻魔が立ち入ることができないほどの強力な結界が張られている。『TWILIGHT OF DESIRE』で、篭手を狙った豊臣秀次は幻魔の力を手に入れていたため比叡山に立ち入ることができず、人間の軍を使うことで結界を破り侵入している。また、同作に登場した篭手は、『3』でジャックの武器・炎蛇剣が封じられた塔に封印されていた。
戦術殻
鬼の力の宿った珠。篭手に装着することで左馬介が使用する。それぞれ異なった能力と必殺技を持ち、使用時は戦術殻に対応した形状の武器に変化する（武器の形状は雷斬刀や天双刃のような刀から両刃の大剣・炎龍剣、薙刀・疾風刀、斧・地轟斧など幅広い）。また、封じられた扉の開放にも用いられ、解放には戦術殻のレベルも関係してくる。
鬼の篭手によって封じられた幻魔の魂を注入することによって強化が可能であり、最大でレベル3まで強化でき、形状、必殺技の威力、エフェクトが変化する（『1』では珠と武器はそれぞれ別に強化だったが、『3』では改められた）。
『無頼伝』では戦場の宝箱を開けたり背景の設置物を突き破ったりすると、宙を漂うことがあり、魂と同じ要領で吸い込むことで刀飛ばしが鬼戦術に変化する。最近吸い込んだ1個しか保持できない。
戦術輪
鬼の力が宿った輪。篭手に装着することでジャックが使用する。用途は戦術殻と同様だが、形状が玉ではなく、名称のとおりリング状になっている。ジャックの基本武器が鬼之鞭であることから変化する武器は鞭のように撓るものが多い（伸縮式の剣・炎蛇剣、槍型の三節棍・雷閃槍、フレイル型モーニングスター・氷砕球）。
鬼戦術
『2』で柳生十兵衛が使用する必殺技。新たな力を得る際には龍を模した祠より入手し、使用する鬼戦術を選択すると武器の形状が変化する（戦術殻と同様の刀・舞雷刀や薙刀・旋風丸や大剣・烈火剣に加え、槍・氷刃槍、金槌・土荒槌が追加された）。
戦術殻、戦術輪と同様に幻魔の魂を注入することによって強化が可能である（こちらも同様にレベル3まで強化可能で、形状、必殺技の威力、エフェクトが変化）。
『無頼伝』では、通常の敵や敵刀足軽を除く誰もが戦術殻を吸い込むことで使える。
『新』においてプレイヤーキャラクターたちが使用する必殺技も鬼戦術である。『新』の鬼戦術はこれまでの必殺技とは大きく仕様が異なっており、武器の入手方法が豊富になっている・鬼力ゲージが武器ではなくキャラクターごとに管理するなどといった違いがある。
さらに魂を注入することにより強化は可能であるがレベルアップによる形状の変化はなくなっている、また、力を貯めることによって威力を三段階に変化させることができるのも特徴である。更に従者がいる状態では「合体鬼戦術」という広範囲に高い威力を持った鬼戦術を行うことも可能となった。
鬼武者変身
鬼の力を持つ者はある条件の下で鬼へ変身することが可能である。これを「鬼武者変身」、もしくは「鬼武者覚醒」（体力が尽きての変身だった場合は「鬼武者復活」）という。ただし、負の力を以て幻魔を討伐していたり、幻魔の殺戮に快楽を見出したりした場合、鬼の持つ負の感情に飲み込まれ鬼武者になるのではなく、無差別に破壊し尽くす「殺戮兵器」と化してしまう。『1』では左馬介以前にも鬼の篭手を授かった人間がいるが、幻魔を倒すことに快楽を見出してしまい、殺戮兵器・マーセラスと化したため稲葉山城の地下に封印されていた。鬼武者変身の際は肉体が大きく変化し（肌の変色、眼光の変色、髪の白髪化など）、通常使用できない技を使用できる。下記に鬼武者変身の経緯を記す。
- 明智左馬介（『1』）→フォーティンブラス最終戦の後、雪姫たちを逃がすためフォーティンブラスに捕らえられる。その際に吐き出された血が鬼の篭手に降りかかり、鬼武者へと変身した（最終戦の後のムービーのため、プレイヤーによる操作は不可能。変身の仕方としては鬼武者復活に近い）。なお、この時「鬼武者真剣」を使用しており、鬼武者真剣の説明文を読む限りこの瞬間既に左馬介は真の鬼武者になっているものと思われる。
- 柳生十兵衛（『2』）→元より鬼の血を受け継いでいるためか、鬼武者への変身を制御することができる。この際は掌（幻魔の魂を吸収する部分）より無数の鬼神弾を放って攻撃することができる。黄金魔神像との最終決戦において「礼」・「仁」・「聖」・「和」・「勇」の玉を吸収し、真鬼武者へと変身。右腕が砲となり、鬼神弾による攻撃を行う。現時点で刀を使用せずこのような攻撃手段をとる鬼武者は唯一彼だけである。
- 明智左馬介、ジャック・ブラン（『3』）→左馬介、ジャック両方で鬼武者変身が可能。一作目時では鬼武者への変身を制御できなかった左馬介だが、長い修行の末に、鬼武者への変身を制御することに成功。そして未来より戻ってきた左馬介が本能寺にて織田信長により討たれたもう一人の自分を吸収することで真鬼武者へと変身した。武器は「鬼武者真剣」へと変化し、信長の手放した愛刀から魂を吸収することで更に強力な「鬼斬り左文字」へと変化する。この状態では両腕に鬼の篭手があり、魂を吸収する際は胸から吸収する。
- 結城秀康―灰燼の蒼鬼―（『新』）→黒き破壊神の生まれ変わりである蒼鬼は鬼武者への変身を制御することができる。幻魔王・織田信長の封じられた鬼の篭手に仲間の想いと幻魔の魂を吸収することで「神をも切り裂く鬼」こと「極限鬼武者」へと変身し、血染山河と山河慟哭（操作中は変更可能）を振るう。空を飛ぶことも可能となっており、復活した幻魔創造神・フォーティンブラスと空中戦を繰り広げた。

『2』以降では紫魂を一定数以上吸収することで、プレイ中に鬼武者へ変身することが可能になっている。いずれも強敵に対し有効であるが、一度使用した場合再び紫魂を吸収しなければならないため、タイミングが重要となる。ただし『3』および『新』ではこれが改められ、一定の数の紫魂を吸収→変身のボタンを押すか自身の体力が尽きるという方式となったため、任意のタイミングで鬼武者への変身が可能となった。また、『新』では鬼武者変身のためのゲージを回復させるアイテムが登場したため、アイテムがあれば何度でも鬼武者変身することが可能になっている。

## 遊技作品
- メダルゲーム
  - 鬼武者Soul カードラッシュ（2014年6月稼働開始）
- パチスロ
  - 鬼武者3（2005年3月、ロデオ）[38]
  - パチスロ新鬼武者（2010年3月、ロデオ）
  - パチスロ新鬼武者 再臨（2013年3月、ロデオ）[39]
  - 鬼武者3 時空天翔（2015年11月、サミー）[40]
  - 新鬼武者 DAWN OF DREAMS（2020年3月、エンターライズ）[41]
  - パチスロ 新鬼武者2（2022年8月、エンターライズ）[42]
- パチンコ
  - CRぱちんこ新鬼武者（2014年3月、オッケー.）
  - Pぱちんこ新鬼武者 超・蒼剣（2018年11月、オッケー.）[43]
  - Pぱちんこ新鬼武者 狂鬼乱舞（2019年8月、オッケー.）[44]
  - P新鬼武者 DAWN OF DREAMS（2021年8月、平和）[45]

## Webアニメ
2022年9月に制作が発表された。Netflixにて2023年11月2日から配信開始。主演は大塚明夫。

### スタッフ（Webアニメ）
- 原作 - CAPCOM[47]
- 総監督 - 三池崇史[47]
- 監督 - 須貝真也[47]
- 制作 - サブリメイション[47]
- 主人公・宮本武蔵のモデル - 三船敏郎（協力 - 三船プロダクション）[47]
- 主題歌 - マネスキン「THE LONELIEST」[48]

### キャスト
- 宮本武蔵 - 大塚明夫
- さよ - 山根綺
- 佐兵衛 - 山下大輝
- 平九郎 - 小西克幸
- 五郎丸 - 木村昴
- 海全 - 興津和幸
- 松木兼介 - 大塚芳忠
- 弦斎 - 古川慎
- 雲昇 - 緒方賢一
- 鬼火 - 土師孝也
- 吉岡清十郎 - 高橋英則
- 吉岡伝七郎 - 濱野大輝
- 吉岡亦七郎 - 広瀬裕也
- 吉岡お京 - 中原麻衣
- 吉岡お宮 - 志田有彩
- 吉岡お冴 - 白石涼子
- 或触奴 - 高木渉
- 伊右衛門 - 木村良平、藤堂真衣（少年期）
- 佐々木小次郎 - 関俊彦[48]

## その他作品
映画
2002年にギャガが『鬼武者』の実写化権取得し、ハリウッドで制作準備が進められ、2005年公開と発表された。また2007年には金城武が出演に向けて制作会社と交渉中とされていたが、制作中止となった。
イベント
2001年7月20日から9月2日まで北九州のテーマパーク「スペースワールド」でジャパンアクションクラブによってスタントショーが行われた。
2004年にラスベガスでイリュージョン・ショーが公演されると発表された。

## 他作品での客演
- SNK VS. CAPCOM カードファイターズ2 EXPAND EDITION（2001年9月13日、ネオジオポケット、開発はSNKプレイモア） - 明智左馬介秀満とかえでがキャラクターカードとして登場している。
- タツノコ VS. CAPCOM CROSS GENERATION OF HEROES（2008年、Wii、アーケード） - 結城秀康が「灰燼の蒼鬼」名義でプレイヤーキャラクターとして登場。
- ストリートファイター×オールカプコン（2013年11月19日配信、iOS/Android用アプリ） - 参戦タイトルに本シリーズがあり、多数のキャラクターが登場。
- TEPPEN（2019年7月4日より北米・欧州、2019年8月8日よりアジア・日本でサービスを開始。スマートフォン向けカードゲーム）